# Helm des Jaroslaw Wsewolodowitsch
Der Helm des Jaroslaw Wsewolodowitsch ist eine Schutzwaffe aus Russland. Er gehört zu den Halbmaskenhelmen und wird als russischer Typ IV eingestuft.

## Beschreibung

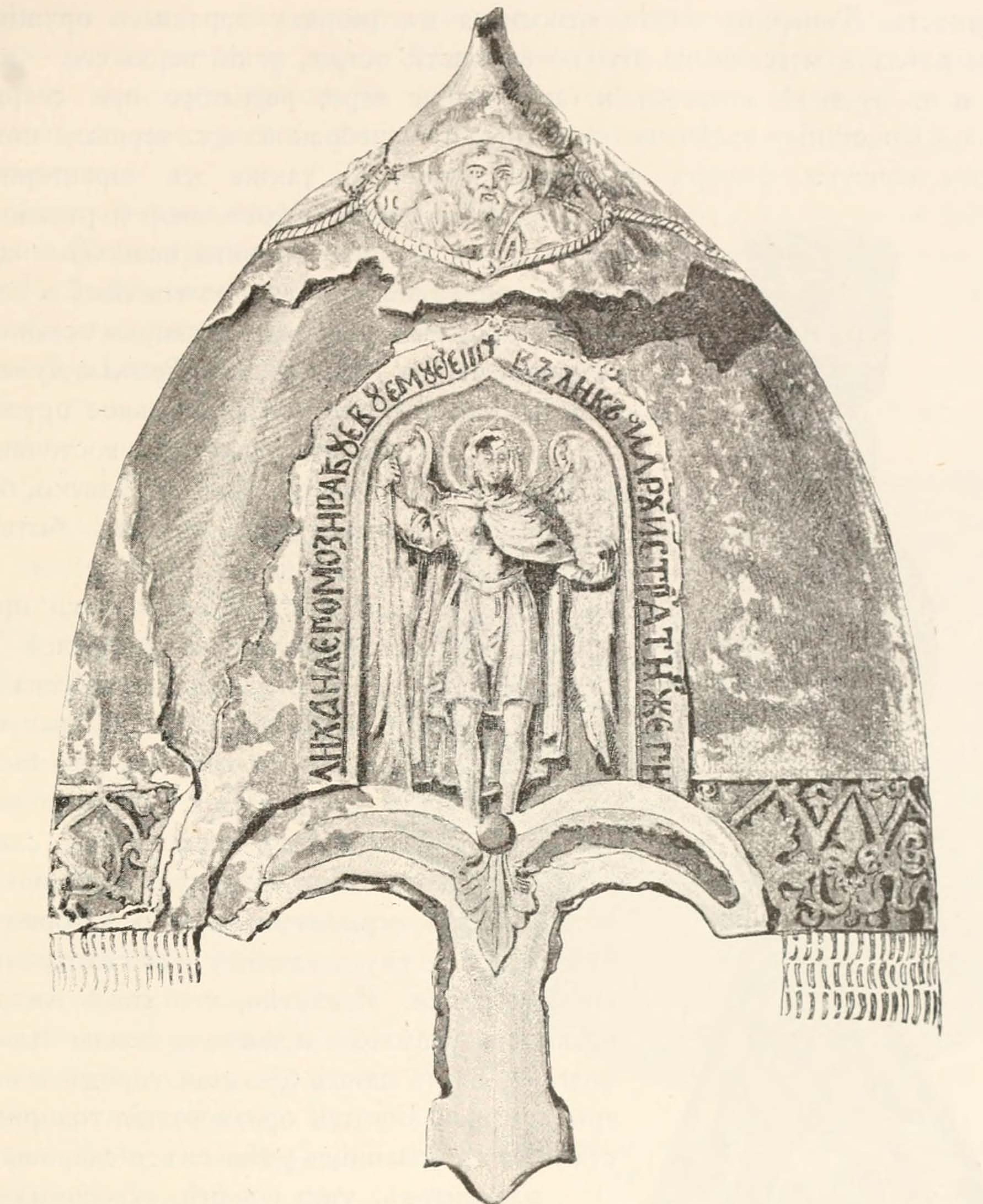
Zeichnung des Jaroslaw-Helms

Der Helm des Jaroslaw Wsewolodowitsch besteht aus Eisen, er ist ähnlich einem nordischen Wenzelshelm gearbeitet. Die Helmglocke ist konisch gearbeitet und läuft spitz zu. Sie ist mit Blattsilber und goldenen Plättchen belegt. Auf der Helmspitze ist eine aus Silber gearbeitete Spitze angebracht. Die vier Platten um die Spitze herum sind mit Gravuren verziert, die Heiligenfiguren darstellen. Abgebildet sind Christus, der heilige Georg, der heilige Wassilij sowie der heilige Feodor. Der Helmrand ist mit einem Silberband beschlagen, das mit Gravuren von Vögeln, Greifen und wilden Katzen verziert ist. Die Abbildungen der Tiere sind jeweils durch gravierte Seerosenblätter getrennt. Am unteren Helmrand, direkt über den Augen, am Beginn des Naseneisens sind noch Reste einer Halbmaske feststellbar, die nicht gefunden wurde. Über den Augen sind Augenbrauen aus Silber gearbeitet, die sich nach unten im nicht verstellbaren Naseneisen fortsetzen. Am unteren Ende des Naseneisens sind zwei Atemlöcher angebracht. Auf der Helmvorderseite ist eine große Silberplatte befestigt, die eine Abbildung des Erzengel Michael zeigt. In der Platte ist der Schriftzug „Großer Erzengel Michael, hilf deinem Knecht Feodor“ eingetrieben. Der Helm stammt wahrscheinlich aus dem Besitz des Jaroslaw II. Wsewolodowitsch, des Vaters von Alexander Newski. Der Helm wurde nach der Schlacht von Lipiza (1216) von Jaroslaw Wsewolodowitsch auf dem Schlachtfeld zurückgelassen, wo man ihn 1808 in der Nähe von Lykovo fand. Er wird jetzt im Museum des Kreml aufbewahrt.

## Neuere Forschung
Mittlerweile ist man der Ansicht, dass der Helm nicht Jaroslav Wsewolodowitsch gehörte. Der Helm wurde zu Beginn des 12. Jahrhunderts hergestellt und wahrscheinlich von verschiedenen Besitzern dreimal überarbeitet. Ursprünglich dürfte der Helm keine der reichen Verzierungen besessen haben. Die auf dem Helm befindlichen Verzierungen wurden im Nachhinein angebracht. Die silberne Platte wurde wohl von einem Künstler hergestellt, der sie aber nicht befestigte, da die Befestigung ungenau ausgeführt wurde und andere Verzierungen dabei beschädigt wurden. Als weitere Überarbeitung wurde die Helmspitze angesetzt und die Halbmaske wurde ebenfalls im Nachhinein angesetzt, was daran zu sehen ist, das sie die Beine der Heiligenfigur zum Teil überdeckt.